# Вазопис на білому тлі

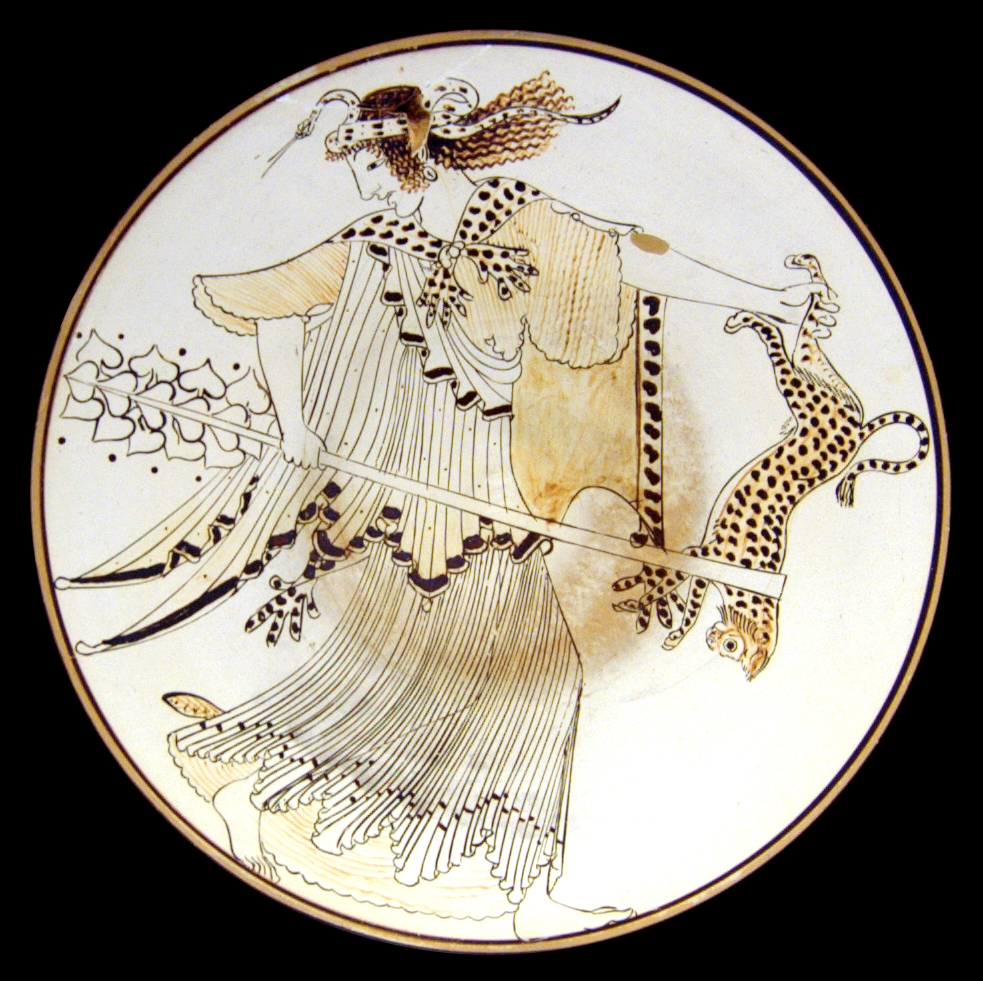
Тондо кілікса: Розлючена Менада тримає жезл Діоніса в правій руці, а лівою рукою — тигра. Шипляча змія огортає її голову наче вінець. Вазописець Бриг

Вазопис на білому тлі — стиль давньогрецького вазопису, який з'явився в Афінах наприкінці VI століття до н. е.
Вважається, що цю техніку вазопису вперше використав Вазописець Ахілла. Вона полягає в покритті теракотових ваз білим шлікером з місцевої вапняної глини, а потім їх розпису. З розвитком стилю білими стали залишати одяг і тіло зображуваних на вазі фігур.
Автором першої відомої вази, а саме лекіфа в стилі розпису на білому тлі, що датується орієнтовно 510 до н. е., є вазописець Псіакс. Відомим вазописцем в техніці на білому тлі також був Пістоксен.